# Cantharellus cyanescens
Cantharellus cyanescens är en svampart som beskrevs av Buyck 1994. Cantharellus cyanescens ingår i släktet Cantharellus och familjen kantareller.   Inga underarter finns listade i Catalogue of Life.